# Ganguvarpatti
Ganguvarpatti es una ciudad y nagar Panchayat situada en el distrito de Theni en el estado de Tamil Nadu (India). Su población es de 11942 habitantes (2011).

## Demografía
Según el censo de 2011 la población de Ganguvarpatti era de 11942 habitantes, de los cuales 6099 eran hombres y 5843 eran mujeres. Ganguvarpatti tiene una tasa media de alfabetización del 71,71%, inferior a la media estatal del 80,09%: la alfabetización masculina es del 80,45%, y la alfabetización femenina del 62,60%.